# Bohuslav Milostný
Bohuslav Milostný (18. listopadu 1882, Horní Bory, Bory – 17. dubna 1945, Nordhausen) byl český pedagog.

## Biografie
Bohuslav Milostný se narodil v roce 1882 v Borech, od roku 1914 pracoval jako učitel a nadučitel v Černé, po absolvování školy nastoupil na pozici učitele a od roku 1914 působil jako řídící učitel, nicméně musel nastoupit do armády a odešel na frontu. Z války se vrátil v roce 1916 a byl jmenován správcem školy a také nastoupil do rekviziční komise a následně i do komise pro zajištění sklizně. Jako nadučitel v Černé působil do roku 1927, kdy odešel na pozici řídícího učitele v Rudíkově. Tam pracoval mezi lety 1927 a 1939. Měl dva syny, Karla a Vlastimila, lékař Karel Milostný byl popraven za odbojovou činnost v roce 1943, následně pak za odbojovou činnost byl v roce 1944 zatčen i Bohuslav Milostný, byl součástí organizace odbojových učitelů. Byl pak poslán na pochod smrti, kde zemřel v roce 1945.
Jeho jméno je uvedeno na pamětní desce obětem války v Rudíkově a na pamětní desce učitelům země moravskoslezské na Moravském náměstí v Brně.